# Gospodarstvo Maroka
Gospodarstvo Maroka karakterizira otprilike podjednaka zastupljenost poljoprivrede, industrije i usluga u BDP-u. Poljoprivredna proizvodnja, uglavnom uzgoj žitarica, agruma i povrća, ovisna je o količini oborina koja jako varira iz godine u godinu. Od industrija se ističu tekstilna, prehrambena i proizvodnja i prerada fosfata. BDP je za 2004. procijenjen na 4200 USD po stanovniku, mjereno po PPP-u. Nakon gospodarske depresije s kraja 1990-ih godina, izazvane krizom u agrarnome sektoru, poduzimaju se strukturne reforme koje su preporučili i nadzirali Međunarodni monetarni fond i Svjetska banka. U Maroku je 2001. godine pokrenuta reforma financijskog i bankarskoga sustava te široka privatizacija. Od 2001. Maroko ostvaruje visoke stope rasta BDP-a (godišnji prosjek 6%), ali oslanjajući se na strane investicije. 
U stvaranju BDP-a uslužni sektor sudjeluje s 52% (polovicu ostvaruje turizam), industrija s 32%, a poljoprivreda sa 16%.  Od prirodnih bogatstava posjeduje ležišta fosfata (među vodećima u svijetu), željeza, mangana, kobalta, antimona, olova, prirodnoga plina i nafte. U poljoprivrednoj ponudi prevladavaju žitarice, agrumi, vino, maslinovo ulje, sol, riba i živa stoka. U industrijskoj ponudi vodeći su fosfati, kožarski i tekstilni proizvodi, nafta, plin, derivati, cigarete, pića i kemikalije. Tradicionalnu ponudu čine obrti, ćilimarstvo i kožarstvo. Većinom se izvoze fosfati, kemikalije, kožarski proizvodi, ćilimi i riba, a uvozi nafta, derivati, industrijska i telekomunikacijska oprema, prijevozna sredstva i plastika.

## Pregled
Vladine reforme i stabilni godišnji gospodarski rast od 4-5% u regiji od 2000. do 2007. godine, uključujući i rast od 4,9% godišnje u razdoblju 2003. – 2007. godine, pomogli su marokanskoj ekonomiji da postane mnogo uspješnija u odnosu s ranijim godinama. Gospodarski rast je mnogo više diverzificiran, s razvijenim novim sektorima i industrijskim središtima, poput Casablance i Tangiera. Poljoprivredni sektor je unaprijeđen, što je u kombinaciji s dovoljnom količinom padavina, dovelo do rasta od preko 20% u 2009. godini.
Sektor usluga stvara nešto preko polovine bruto domaćeg proizvoda (GDP); dok industrija (pretežno rudarstvo, građevinarstvo i proizvodnja) stvara dodatnih 25% GDP-a. Sektori koji imaju najbrži rast su turizam, telekomunikacije, informatičke tehnologije i proizvodnja tekstila. Bitan doprinos ekonomiji Maroka daje i poljoprivreda, koja dosta ovisi o vremenskim prilikama u zemlji, posebice padavina. Maroko ima drugi najveći GDP u kategoriji arapskih zemalja koje nisu izvoznice nafte (prvo mjesto zauzima Egipat). Zemlja, ipak, u značajnoj mjeri ovisi o poljoprivredi. Ovaj sektor doprinosi s oko 14% u GDP-u, ali u njemu je zaposleno 40-45 % stanovništva. S polupustinjskom klimom teško se osloniti na stabilnost padavina, tako da i GDP Maroka varira u skladu s vremenskim uvjetima.
Počevši od ranih 1980-tih marokanska vlada je počela s provedbom programa s ciljem ubrzavanja realnog gospodarskog rasta. Program je bio podržan od strane Međunarodnog monetarnog fonda, Svjetske banke i Pariškog kluba kreditora. Valuta Maroka, dirham, je sada potpuno konvertibilan, reforme financijskog sektora su provedene, a dio državnih preduzeća je privatiziran.
Najveći pojedinačni doprinos marokanskom gospodarstvu daju poljoprivreda, turizam, fosfati, kao i ribolov. Turizam i novčane dotacije Marokanaca iz inozemstva su igrali ključnu ulogu od uspostave nezavisnosti zemlje. Tekstilna industrija je rastući sektor koji doprinosi s oko 34% izvozu zemlje (podatak iz 2002. godine), i zapošljava oko 40 % industrijske radne snage. Vlada je provodila program povećanja izvoza tekstila i odjeće s 1,27 milijardi $ u 2001. godini na 3,29 milijardi $ u 2010. godini.
S druge strane problem za zemlju predstavljaju visoke cijene uvoznih dobara, posebice cijene nafte, kao i nestabilnost kišnih padavina, koje dovode ili do suša ili do poplava što pogađa poljoprivredu. U 1995. godini najveća suša u 30 godina je pogodila Maroko što se jako loše odrazilo na njegovu privredu. Naredne sušne godine su bile 1997., 1999. i 2000. Smanjenje prihoda zbog suša je bilo toliko da je GDP bio manji za 7,6 % u 1995, zatim 2,3 % u 1997. i 1,5 % u 1999. godini. S druge strane godine koje su obilovale padavinama dovodile su do povećanja uroda, što se odražavalo na rast GDP-a (rast od 5 % u 2001. godini). Gospodarstvo Maroka također pogađaju i visoka stopa nezaposlenosti (9,6 % u 2008. godini), kao i visok vanjski dug procijenjen na oko 20 milijardi $, ili polovina GDP-a Maroka iz 2002. godine.
Maroko je ratificirao više ugovora o slobodnoj trgovini od kojih su najbitniji: Euro-Mediteranski ugovor o slobodnoj trgovini s Europskom unijom; Agadir ugovor sklopljen s Egiptom Jordanom i Tunisom (s tendencijom da se postepeno stvori velika arapska zona slobodne trgovine); ugovor sa Sjedinjenim Američkim Državama; te ugovor s Turskom. Službena valuta Maroka je marokanski dirham. Dirham izdaje Al-Magrib banka, centralna banka Maroka. Ova valuta se također koristi i u Zapadnoj Sahari.